# Laie
Laie är en ort (CDP) i Honolulu County, i delstaten Hawaii, USA. Enligt United States Census Bureau har orten en folkmängd på 6 138 invånare (2010) och en landarea på 3,5 km².
En märkbar del av ortens invånare är mormoner. Religionen spreds på 1800-talet då mormoner köpte land från kungariket Hawaii för att bugga ett tempel som blev färdig år 1919. Också BYU i Hawaii finns i Laie.